# Lista över spårvagnshållplatser i Göteborg
Det här är en lista över spårvagnshållplatser i Göteborg.
| Hållplats                | Trafikeras av                                     | Spår | Har vändslinga     | Ändhållplats                        | Knutpunkt | Övrigt                                             |
| ------------------------ | ------------------------------------------------- | ---- | ------------------ | ----------------------------------- | --------- | -------------------------------------------------- |
| Jægerdorffsplatsen       | 3, 9                                              |      |                    | Nej                                 | Nej       |                                                    |
| Januarigatan             | 7, 11                                             |      |                    | Nej                                 | Nej       |                                                    |
| Järntorget               | 1, 3, 6, 9, 11                                    |      |                    | Nej                                 | Ja        |                                                    |
| Krokslätts fabriker      | 2, 4                                              |      |                    | Nej                                 | Nej       | Ligger i Mölndals kommun                           |
| Krokslätts Torg          | 2, 4                                              | 2    |                    | Nej                                 | Nej       |                                                    |
| Kungsportsplatsen        | 3, 4, 5, 7, 11                                    | 2    |                    | Nej                                 | Nej       |                                                    |
| Lackarebäck              | 2, 4                                              | 2    |                    | Nej                                 | Nej       | Ligger i Mölndals kommun                           |
| Lana                     | 2, 4, Lisebergslinjen                             |      | Ja                 | Ja linje Lisebergslinjen            | Nej       | Gränsar till Mölndals kommun.                      |
| Mildvädersgatan          | 5, 6, 10                                          | 2    |                    | Nej                                 | Nej       |                                                    |
| Positivgatan             | 1, 7, 8                                           |      |                    | Nej                                 | Nej       |                                                    |
| Redbergsplatsen          | 1, 3, 6, 8                                        | 4    |                    | Nej                                 | Ja        |                                                    |
| Roddföreningen           | 11, (9)                                           |      |                    | Nej                                 | Nej       |                                                    |
| Sankt Sigfrids plan      | 5                                                 |      | Ja                 | Nej                                 | Nej       |                                                    |
| Solrosgatan              | 3, 5                                              |      |                    | Nej                                 | Nej       |                                                    |
| Stigbergstorget          | 3, 9, 11                                          |      |                    | Nej                                 | Ja        |                                                    |
| Stenpiren                | 1, 9                                              | 2    |                    | Nej                                 | Ja        |                                                    |
| Stockholmsgatan          | 1, 3                                              | 2    |                    | Nej                                 | Nej       |                                                    |
| Storås                   | 4, 8, 9                                           |      |                    | Nej                                 | Nej       |                                                    |
| Temperaturgatan          | 5, 6                                              |      |                    | Nej                                 | Nej       |                                                    |
| Tingvallsvägen           | 1, 5                                              |      |                    | Nej                                 | Nej       |                                                    |
| Töpelsgatan              | 5                                                 |      |                    | Nej                                 | Nej       |                                                    |
| Ullevi Norra             | 1, 3, 6, 8                                        | 2    |                    | Nej                                 | Ja        |                                                    |
| Ullevi Södra             | 2, 6, 8, 13                                       | 2    |                    | Nej                                 | Ja        |                                                    |
| Vagnhallen Majorna       | 3, 9                                              |      |                    | Nej                                 | Nej       |                                                    |
| Valand                   | 3, 4, 5, 7, 10, Lisebergslinjen                   | 4    |                    | Nej                                 | Ja        |                                                    |
| Varbergsgatan            | 2, 4, Lisebergslinjen                             |      |                    | Nej                                 | Nej       |                                                    |
| Allhelgonakyrkan         | 6, 7, 11                                          | 2    |                    | Nej                                 | Ja        |                                                    |
| Almedal                  | 2, 4                                              | 2    |                    | Nej                                 | Nej       |                                                    |
| Angereds Centrum         | 4, 8, 9                                           |      | Ja                 | Ja                                  | Nej       |                                                    |
| Aprilgatan               | 6                                                 |      | Ja                 | Ja                                  | Nej       |                                                    |
| Axel Dahlströms torg     | 1, 2, (3), 7, 8                                   |      | Ja                 | Ja linje 2                          | Nej       |                                                    |
| Bellevue                 | 6, 7, 11                                          | 4    |                    | Nej                                 | Nej       |                                                    |
| Berzeliigatan            | 4, 5, Lisebergslinjen                             |      |                    | Nej                                 | Nej       |                                                    |
| Beväringsgatan           | 6, 7, 11                                          | 2    |                    | Nej                                 | Nej       |                                                    |
| Bokekullsgatan           | 3                                                 |      |                    | Nej                                 | Nej       |                                                    |
| Botaniska Trädgården     | 1, 2, 7, 8, (13)                                  | 2    |                    | Nej                                 | Ja        |                                                    |
| Briljantgatan            | 1, 7                                              |      |                    | Nej                                 | Nej       |                                                    |
| Brunnsgatan              | 2                                                 |      |                    | Nej                                 | Nej       |                                                    |
| Brunnsparken             | 1, 2, 3, 4, 5, 6, 7, 9, 10, 11, Lisebergslinjen   | 6    |                    | Nej                                 | Ja        |                                                    |
| Bäckeliden               | 5                                                 |      |                    | Nej                                 | Nej       |                                                    |
| Bögatan                  | 5                                                 |      |                    | Nej                                 | Nej       |                                                    |
| Centralstationen         | 1, 2, 3, 4, 7, 9, (10), 11, (13), Lisebergslinjen | 6    | Ja, åt båda håll   | Ja linje (3), (10), Lisebergslinjen | Ja        |                                                    |
| Chalmers                 | 6, 7, 8, 10, 13                                   | 2    |                    | Nej                                 | Ja        |                                                    |
| Chapmans torg            | 3, 9                                              |      |                    | Nej                                 | Nej       |                                                    |
| Domkyrkan                | 2, 6, 11                                          | 2    |                    | Nej                                 | Nej       |                                                    |
| Dr Fries Torg            | 10                                                | 2    |                    | Nej                                 | Nej       |                                                    |
| Doktor Sydows Gata       | 10                                                |      | Ja                 | Ja                                  | Nej       |                                                    |
| Ejdergatan               | 6, 8                                              | 2    |                    | Nej                                 | Nej       |                                                    |
| Ekedal                   | 11                                                |      |                    | Nej                                 | Nej       |                                                    |
| Eketrägatan              | 5, 6, 10                                          |      | Ja                 | Nej                                 | Nej       |                                                    |
| Ekmanska                 | 5                                                 |      |                    | Nej                                 | Nej       |                                                    |
| Elisedal                 | 2, 4, Lisebergslinjen                             |      |                    | Nej                                 | Nej       |                                                    |
| Fjällgatan               | 11                                                |      |                    | Nej                                 | Nej       |                                                    |
| Frihamnen                | 5, 6, 10                                          |      |                    | Nej                                 | Ja        |                                                    |
| Frihamnsporten           | ?                                                 |      |                    |                                     |           | Planerad öppning för spårvagn årsskiftet 2025/2026 |
| Friskväderstorget        | 5, 6, 10                                          |      |                    | Nej                                 | Nej       |                                                    |
| Frölunda torg            | 1, 7, 8                                           |      | Ja                 | Nej                                 | Nej       |                                                    |
| Galileis Gata            | 7, 11                                             |      |                    | Nej                                 | Nej       |                                                    |
| Gamlestads Torg          | 4, 6, 7, 8, 9, 11                                 | 4    |                    | Nej                                 | Ja        |                                                    |
| Liseberg Södra           | 2, 4                                              |      |                    | Nej                                 | Nej       |                                                    |
| Godhemsgatan             | 3, 11                                             |      |                    | Nej                                 | Ja        |                                                    |
| Gropegårdsgatan          | 5, 6, 10                                          |      |                    | Nej                                 | Nej       |                                                    |
| Grönsakstorget           | 2, 6, 11                                          | 4    |                    | Nej                                 | Ja        |                                                    |
| Hagakyrkan               | 3, 6 11                                           | 2    |                    | Nej                                 | Ja        |                                                    |
| Hagen                    | 11, (9), (13)                                     |      |                    | Nej                                 | Nej       |                                                    |
| Hammarkullen             | 4, 8, 9                                           | 2    |                    | Nej                                 | Nej       | Vänstertrafik, Belägen i tunnel                    |
| Handelshögskolan         | 2, (13)                                           |      |                    | Nej                                 | Nej       |                                                    |
| Hinsholmen               | 11, (9), (13)                                     |      |                    | Nej                                 | Nej       |                                                    |
| Hjalmar Brantingsplatsen | 5, 6, 10                                          |      |                    | Nej                                 | Nej       |                                                    |
| Hjällbo                  | 4, 8, 9                                           | 2    |                    | Nej                                 | Nej       | Vänstertrafik                                      |
| Härlanda                 | 1, 3                                              |      | Ja                 | Nej                                 | Ja        |                                                    |
| Högsbogatan              | 3                                                 |      | Nej                | Nej                                 |           |                                                    |
| Kaggeledstorget          | 1, 5                                              |      |                    | Nej                                 | Nej       |                                                    |
| Kapellplatsen            | 7, 10                                             | 2    |                    | Nej                                 | Nej       |                                                    |
| Kaptensgatan             | 3, 9                                              |      |                    | Nej                                 | Nej       |                                                    |
| Klintens Väg             | 3                                                 |      |                    | Nej                                 | Nej       |                                                    |
| Komettorget              | 7, 11                                             |      |                    | Ja                                  | Nej       | Gränsar till Partille kommun                       |
| Korsvägen                | 2, 4, 5, 6, 8, (13), Lisebergslinjen              | 4    |                    | Nej                                 | Ja        |                                                    |
| Kortedala torg           | 6, 7, 11                                          | 2    |                    | Nej                                 | Nej       |                                                    |
| Kungssten                | 9, 11, (13)                                       |      | Ja                 | Nej                                 | Nej       |                                                    |
| Kviberg                  | 6, 7, 11                                          | 2    |                    | Nej                                 | Nej       |                                                    |
| Virginsgatan             | 3, 5                                              |      | Ja, från båda håll | Nej                                 | Nej       | Tidigare Kålltorp/Torp                             |
| Käringberget             | 11, (9), (13)                                     |      |                    | Nej                                 | Nej       |                                                    |
| Lantmilsgatan            | 1, 7, 8                                           | 2    |                    | Nej                                 | Nej       |                                                    |
| Lilla Bommen             | 5, 10                                             | 2    |                    | Nej                                 | Nej       |                                                    |
| Lindholmen               | ?                                                 | 2    | Ja                 |                                     |           | Planerad öppning för spårvagn årsskiftet 2025/2026 |
| Linnéplatsen             | 1, 2, 6, (13)                                     |      | Ja                 | Nej                                 | Ja        |                                                    |
| Lisebergs station        | 5                                                 | 2    |                    | Nej                                 | Nej       |                                                    |
| Långedrag                | 11, (9), (13)                                     |      | Ja                 | Nej                                 | Nej       |                                                    |
| Majvallen                | 11                                                |      |                    | Nej                                 | Nej       |                                                    |
| Mariaplan                | 3, 11, (13)                                       |      |                    | Nej                                 | Ja        |                                                    |
| Marklandsgatan           | 1, 2, 3, 7, 8, (13)                               |      | Ja                 | Ja linje 3                          | Ja        |                                                    |
| Masthuggstorget          | 3, 9, 11                                          | 2    |                    | Nej                                 | Nej       |                                                    |
| Medicinaregatan          | 6, 7, 8, (13)                                     | 2    |                    | Nej                                 | Nej       | Gränsar till Mölndals kommun                       |
| Munkebäckstorget         | 1, 5                                              |      |                    | Nej                                 | Nej       |                                                    |
| Musikvägen               | 1, 7, 8                                           |      |                    | Nej                                 | Nej       |                                                    |
| Mölndals innerstad       | 2, 4                                              | 2.   |                    | Ja                                  | Ja        | Ligger i Mölndals kommun.                          |
| Mölndals Sjukhus         | 2 , 4                                             |      |                    | Nej                                 | Nej       | Ligger i Mölndals kommun                           |
| Nordstan                 | 6                                                 | 2    |                    | Nej                                 | Nej       |                                                    |
| Nya Varvsallén           | 11, (9), (13)                                     |      |                    | Nej                                 | Nej       |                                                    |
| Nymilsgatan              | 1, 7, 8                                           |      |                    | Nej                                 | Nej       |                                                    |
| Nymånegatan              | 6, 7, 11                                          | 2    | Ja                 | Nej                                 | Nej       |                                                    |
| Olivedalsgatan           | 1, 2, 6, 13                                       |      |                    | Nej                                 | Ja        |                                                    |
| Olskrokstorget           | 1, 3, 6, 8                                        | 2    |                    | Nej                                 | Nej       |                                                    |
| Opaltorget               | 1, 7                                              |      | Ja                 | Ja                                  | Nej       |                                                    |
| Ostindiegatan            | 3, 9                                              |      |                    | Nej                                 | Ja        |                                                    |
| Prinsgatan               | 1, 6                                              | 2    |                    | Nej                                 | Nej       |                                                    |
| Pumpgatan                | ?                                                 | 2    |                    |                                     |           | Planerad öppning för spårvagn årsskiftet 2025/2026 |
| Rambergsvallen           | 5, 6, 10                                          |      |                    | Nej                                 | Nej       |                                                    |
| Runstavsgatan            | 6, 7, 11                                          |      |                    | Nej                                 | Nej       |                                                    |
| Rymdtorget               | 7, 11                                             |      |                    | Nej                                 | Nej       |                                                    |
| Sahlgrenska Huvudentré   | 6, 7, 8, 13                                       | 2    | Ja                 | Nej                                 | Ja        | Gränsar till Mölndals kommun                       |
| Saltholmen               | 11, (9), (13)                                     |      | Ja                 | Ja                                  | Nej       |                                                    |
| Sanatoriegatan           | 3, 5                                              |      |                    | Nej                                 | Nej       |                                                    |
| Sandarna                 | 9, 11                                             | 2    |                    | Nej                                 | Nej       |                                                    |
| Sannaplan                | 9, 11                                             | 2    |                    | Nej                                 | Ja        |                                                    |
| Scandinavium             | 2, 6, 8, (13)                                     | 2    |                    | Nej                                 | Nej       |                                                    |
| Seminariegatan           | 2                                                 |      |                    | Nej                                 | Nej       |                                                    |
| SKF                      | 6, 7, 11                                          | 2    |                    | Nej                                 | Nej       |                                                    |
| Smaragdgatan             | 1, 7                                              |      |                    | Nej                                 | Nej       |                                                    |
| Svingeln                 | 1, 3, 6, 8                                        | 2    |                    | Nej                                 | Nej       |                                                    |
| Sälöfjordsgatan          | 5, 6, 10                                          |      |                    | Nej                                 | Nej       |                                                    |
| Teleskopgatan            | 7, 11                                             |      |                    | Nej                                 | Nej       |                                                    |
| Tranered                 | 11, (9), (13)                                     |      |                    | Nej                                 | Nej       |                                                    |
| Varmfrontsgatan          | 5, 6                                              |      | Ja                 | Ja                                  | Nej       |                                                    |
| Vasa Viktoriagatan       | 2, 3                                              |      |                    | Nej                                 | Ja        |                                                    |
| Vasaplatsen              | 2, 3, 7, 10                                       | 4    |                    | Nej                                 | Ja        |                                                    |
| Wavrinskys plats         | 6, 7, 8, 10, (13)                                 |      | Ja                 | Nej                                 | Ja        |                                                    |
| Welandergatan            | 5                                                 |      |                    | Nej                                 | Nej       |                                                    |
| Wieselgrensplatsen       | 5, 6, 10, 13                                      | 2    | Ja                 | Nej                                 | Nej       |                                                    |
| Vågmästareplatsen        | 5, 6, 10                                          | 2    |                    | Nej                                 | Nej       | Belägen på bro                                     |
| Vårväderstorget          | 5, 6, 10                                          | 2    |                    | Nej                                 | Nej       |                                                    |
| Väderilsgatan            | 5, 6, 10                                          |      | Ja                 | Nej                                 | Nej       |                                                    |
| Ättehögsgatan            | 1, 5                                              |      |                    | Nej                                 | Nej       |                                                    |
| Önskevädersgatan         | 5, 6, 10                                          |      |                    | Nej                                 | Nej       |                                                    |
| Östra Sjukhuset          | 1, 5                                              |      | Ja                 | Ja                                  | Nej       | Gränsar till Partille kommun                       |